# Historia piwowarstwa w Grodzisku Wielkopolskim

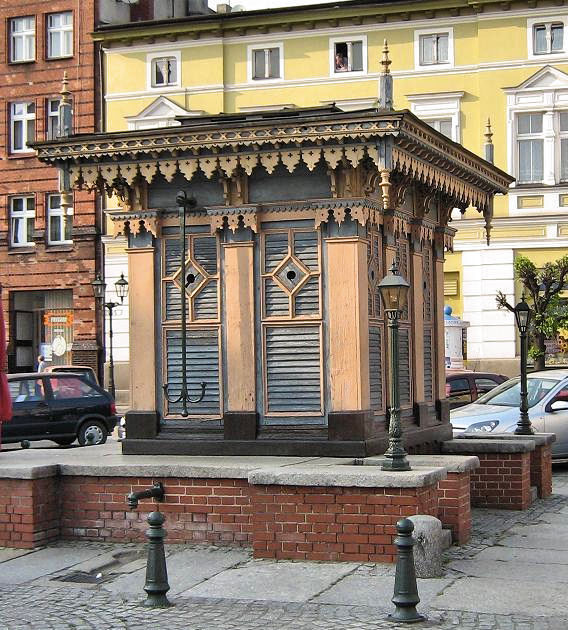
Pompa św. Bernarda

Historia piwowarstwa w Grodzisku Wielkopolskim – historia piwowarstwa w Grodzisku Wielkopolskim

## Historia

### Początki piwowarstwa w mieście
Kiedy zaczęto produkować piwo w Grodzisku nie wiadomo. Na etykietkach i pokalach do piwa grodziskiego widnieje data 1301, czego nie potwierdzają żadne zachowane dokumenty. Pierwsza wzmianka o mielcuchu w Grodzisku pochodzi z dokumentu erekcyjnego dotyczącego budowy szpitala i kościoła Świętego Ducha z 1426 roku.
Najstarszym dokumentem browarnictwa grodziskiego jest statut cechu piwowarów z 23 marca 1601 roku, nadany przez właściciela Grodziska Wielkopolskiego Jana Ostroroga herbu Nałęcz. Dokument ten znosi dawniejsze statuty cechowe, nadając mu nowe i obowiązujące. Józef Łukaszewicz (1799–1873) pisze, nie wiadomo na podstawie jakich źródeł historycznych, że pierwsze browary w Grodzisku i Lwówku wystawił zarządca dóbr Ostrorogów, Jan Woltan, ojciec słynnego pisarza dysydenckiego Andrzeja Woltana sprowadzając piwowarów z Czech i Moraw. Browary w Lwówku podupadły, w Grodzisku zaś rozwijały się coraz bardziej. Źródeł potwierdzających, że piwo było dziełem Woltana, w żadnym archiwum odnaleźć nie było można. Podkreśla to dr Adolf Warschauer (1855–1930) historiograf i archiwista niemiecki, w swej pracy Geschichte des Grätzer Bieres.

### Rozwój piwowarstwa grodziskiego

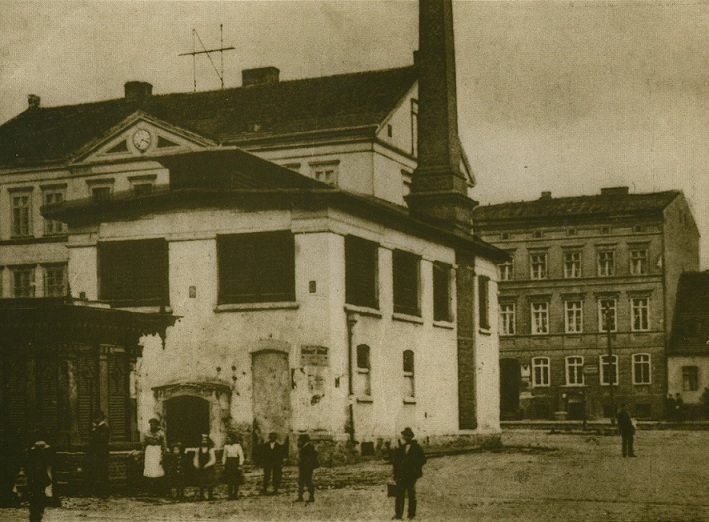
Nieistniejący już Browar Bibrowicza na Starym Rynku

Już w XVIII wieku browary grodziskie wyparły z Wielkopolski import piw z innych rejonów, wszczynając ekspansję – szczególnie na tereny Brandenburgii, Prus i Śląska. Piwo grodziskie upodobali sobie w tym czasie nie tylko Polacy, ale i mieszkańcy hanzeatyckiej Lubeki, Bremy, Królewca i Gdańska.
W listopadzie 1837 roku, dwaj przemysłowcy Karl Bähnisch i Wilhelm Klosse oddzielają się od starego cechu i zakładają własny browar. Stary cech dzierżawił wcześniej browar klasztorny, jednak wobec konkurencji browaru Bähnischa i Klossego, odstępują w 1839 roku od dzierżawy. Powstaje również „Nowy Cech” piwowarów.
W 1843 istniały już dwa duże dobrze prosperujące browary, a w październiku 1843 roku uruchomiono nowy browar przy Nowym Rynku. Browar ten czerpał wodę do produkcji piwa już z własnej studni, oraz warzył piwo nie używając słodu pszennego, lecz tylko jęczmiennego.
Otwarcie linii kolejowej Poznań – Frankfurt nad Odrą (kolej marchijsko-poznańska) w 1870 roku, przez Opalenicę otworzyło możliwości większego wywozu piw. Do Opalenicy dowożono piwo wozami. Jeszcze większym ułatwieniem było oddanie połączenia kolejowego Opalenicy z Grodziskiem w 1881 roku.

### Konsolidacja przemysłu
W 1888 roku Charles Wrren i Józef Windsor z Londynu powzięli zamiar wykupienia browarów grodziskich. Były to browary Bähnischa, Grunberga, Bibrowicza, Habocka i Bohnstedta. Browary nabyć miało towarzystwo akcyjne pod nazwą The Graetzer Breweries Limited z siedzibą w Londynie. Do transakcji jednak nie doszło. Wrren i Windsor w międzyczasie zawarli umowę z innym towarzystwem londyńskim, któremu chcieli sprzedać browary grodziskie za sumę wyższą o 1 milion marek od sumy, którą zobowiązali się zapłacić sprzedawcy grodziskiemu. Dowiedziawszy się o tym, właściciel największego grodziskiego browaru Bähnisch wycofał się z umowy. Wrren i Windsor wystąpili do sądu w Berlinie, w uzasadnieniu obwiniając Bähnischa o bezpodstawne wycofanie się ze sprzedaży, skarżąc go o odszkodowanie za poniesione nakłady i możliwy zysk. Wynik rozprawy sądowej jest nieznany, jednak browary zostały przy dawnych właścicielach.
W 1902 roku zostało założone Towarzystwo Akcyjne Browar Grodziski św. Bernarda, a w 1911 roku Vereinigte Grätzer Bierbrauereien. Oba towarzystwa połączyły się 22 lipca 1921 pod firmą Zjednoczone Browary Grodziskie. W omawianym okresie pełną parą działało w mieście pięć browarów, dając zatrudnienie licznej rzeszy pracowników. Piwo eksportowano na cały świat m.in. do niemieckich kolonii w Afryce, do Chin i USA. W Nowym Jorku butelka grodzisza kosztowała dolara, gdzie uważano je za trunek szlachetny.
Po I wojnie światowej Grodzisk stał się niekoronowaną stolicą polskiego piwowarstwa. Tu właśnie miał swoją siedzibę Krajowy Związek Piwowarów oraz redakcje branżowych czasopism. Właśnie w Grodzisku organizowane były egzaminy mistrzów i czeladników w zawodach: słodownika, warzelnego i piwnicznego. Po egzaminach organizowano wielkie uroczystości na cześć piwa, z którego produkcji żyła większość rodzin w mieście. W tym okresie specjalnymi białymi wagonami piwo grodziskie wychodziło w daleki świat. Eksportowano je do Australii, Chin, Afryki, Stanów Zjednoczonych, Filipin, Singapuru, a w Europie głównym odbiorcą były Niemcy. Odbiorcami piwa grodziskiego było 37 krajów. Eksportowano także słód jęczmienny głównie do Szwajcarii.
W czasie II wojny światowej piwo grodziskie, oznaczone specjalnymi etykietami, masowo trafiało do Afryki Północnej, do Afrika Korps gen. Erwina Rommla, co po wojnie odbiło się głośnym procesem właściciela browarów Antoniego Thuma.

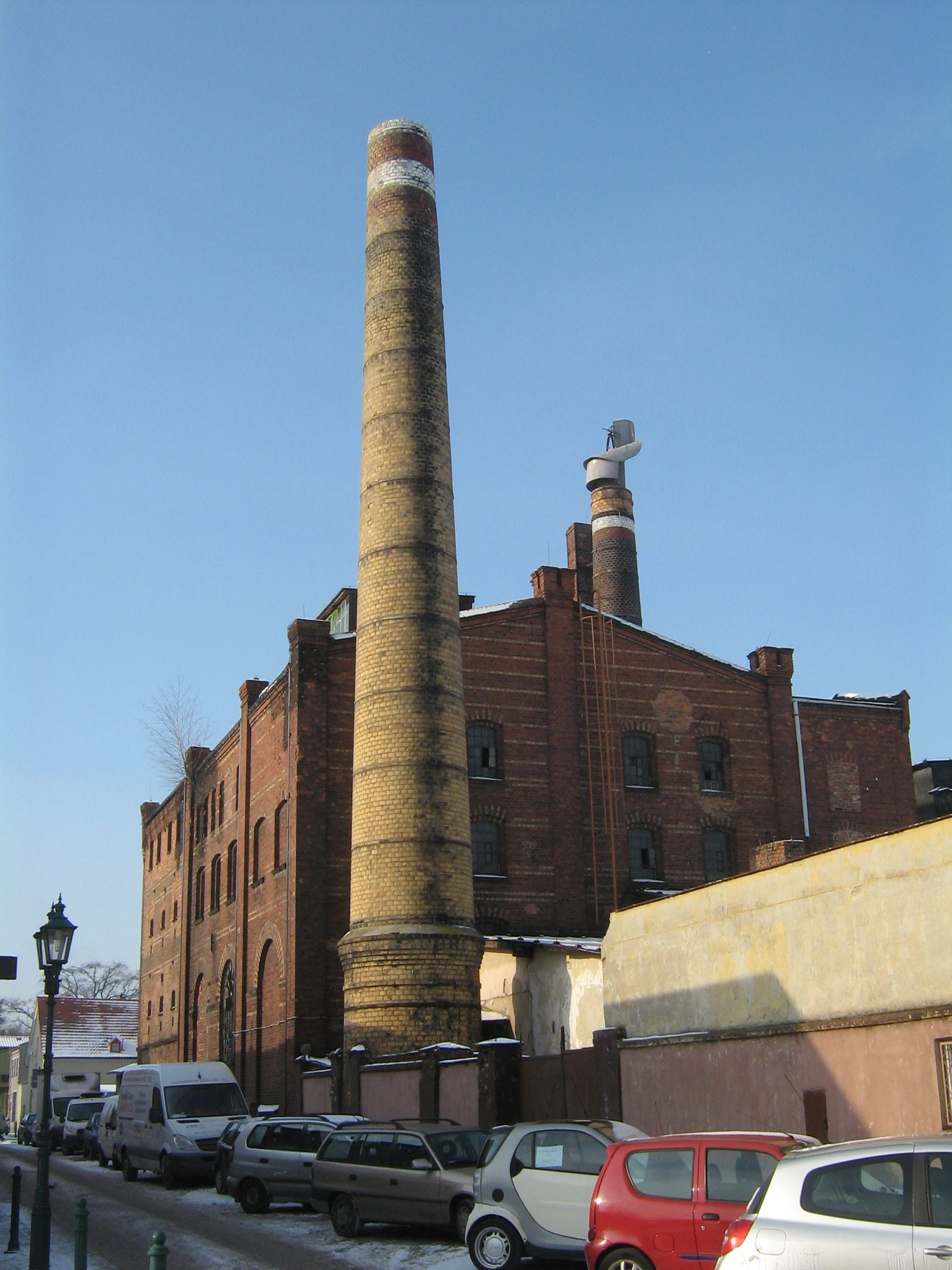
Dawna słodownia przy ul. Przemysłowej

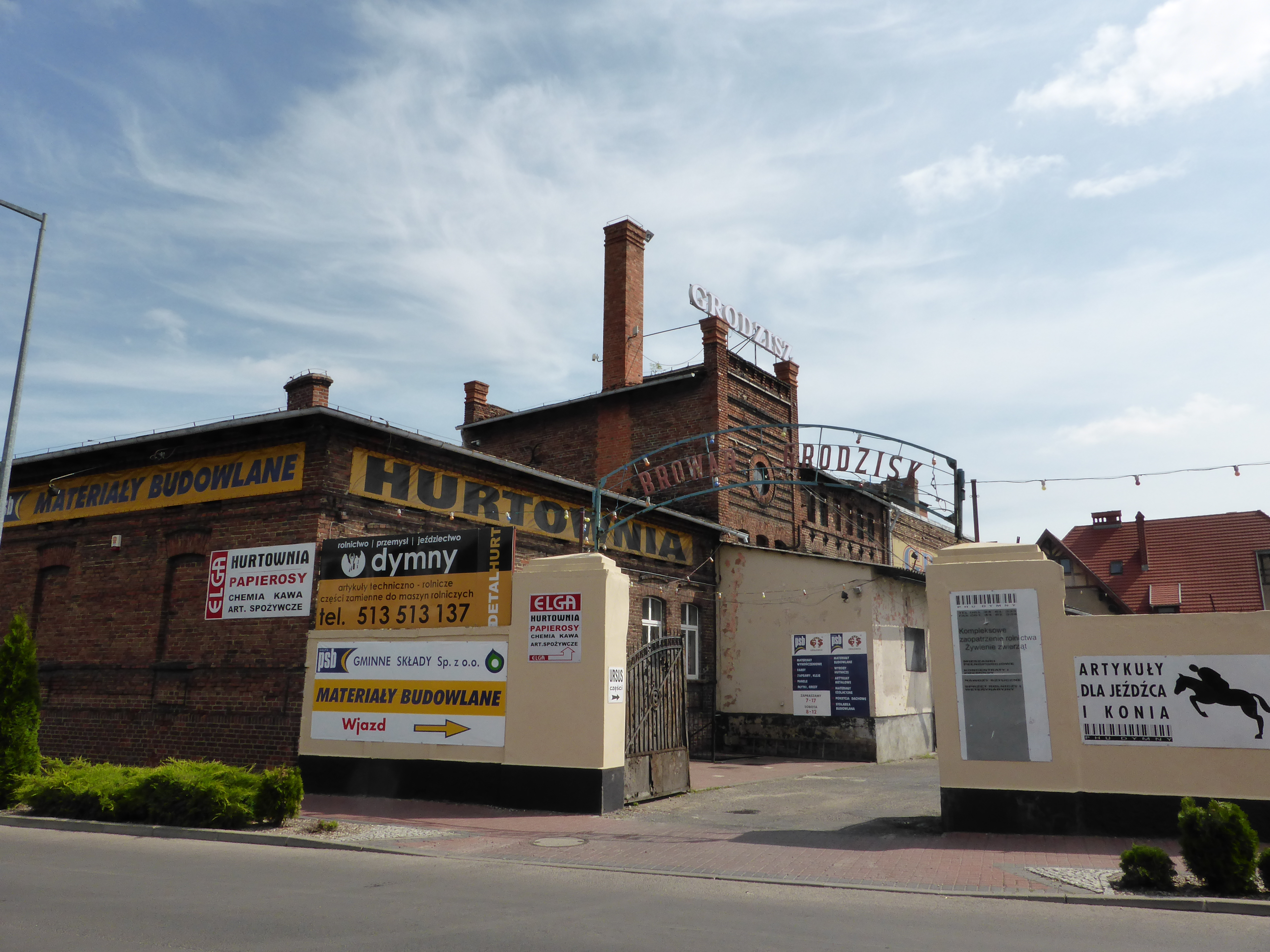
Dawny browar przy ul. Kolejowej

### Browary grodziskie pod zarządem państwowym
W latach 1945–1950 zakład był samodzielną jednostką gospodarczą na pełnym wewnętrznym rozrachunku i podlegał Centralnemu Zarządowi Przemysłu Piwowarskiego w Bydgoszczy.
W 1950 r. zakład włączono do Wielkopolskich Zakładów Piwowarskich w Poznaniu, jako jeden z oddziałów. W 1960 r. browary zostały rozdzielone – słodownie pozostały pod zarządem Wielkopolskich Zakładów Piwowarskich w Poznaniu, natomiast browar, rozlewnia i słodownia pszenna zostały przejęte przez Zakłady Przemysłu Terenowego w Poznaniu i podlegały Dyrekcji Zakładów w Bojanowie k. Rawicza. W 1970 r. zakład w Grodzisku znów zjednoczono i wszystkie oddziały włączono do Zakładów Piwowarskich w Poznaniu. Eksportowano już tylko słód m.in. do Berlina Zachodniego, Ghany, Holandii i Japonii.
Od 1985 r. wprowadzono do produkcji drugi asortyment piwa „specjalne jasne pełne” piwo grodziskie z dodatkiem słodu jęczmiennego, a na krótko przed likwidacją browarów udało się jeszcze wprowadzić gatunek piwa ciemnego pod nazwą „Bernardyńskie”. W 1994 r. browar w Grodzisku Wielkopolskim został zamknięty i uległ likwidacji.

### Reaktywacja browaru
W 2012 roku warzelnię piwa w Grodzisku przy ul. Poznańskiej kupił Browar Fortuna. Od 2015 r. warzone tutaj piwo oferowane jest na rynku jako Piwo z Grodziska.

## Browary grodziskie

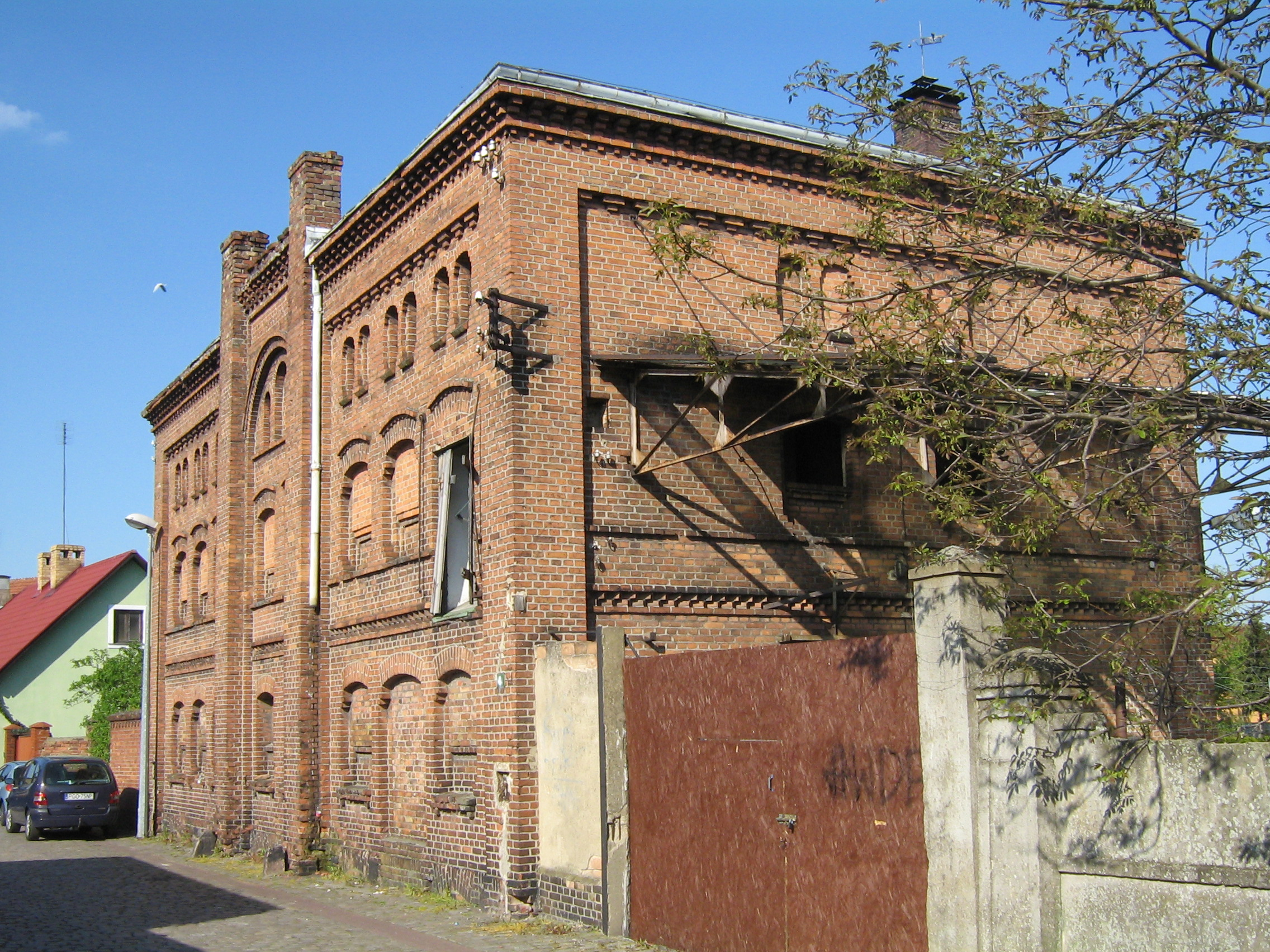
Budynek dawnego Browaru Theodora Grünberga

Trudno dziś ustalić ile i gdzie znajdowały się browary w Grodzisku. Dziś wszystkie budynki mają grubo ponad sto lat, a najstarsze nawet ponad sto sześćdziesiąt. Do najważniejszych należały:
- Browar na ul. Przemysłowej powstały w 1843 r.
- Browar Habecka przy ul. Podgórnej (dziś ul. ks. Czesława Tuszyńskiego).
- Browar na Starym Rynku – rozebrany ok. 1900 roku należał do S. Bibrowicza.
- Browar Theodora Grünberga – ul. Przykop.
- Browar na ul. Kolejowej.Ok 1900 roku ulicy takiej nie było i browar znajdował się na Anna-Platz 183
- Browar na ul. Poznańskiej.
- Browar św. Bernarda na ul. św. Bernarda należał do rodziny Chocieszyńskich.
- Browar Klasztorny – nie wiadomo gdzie się znajdował.
- Słodownia Karola Thuma na ul. Zamkowej (dziś ul. 27 Stycznia).

Powstałe po I wojnie światowej Zjednoczone Browary Grodziskie stanowiły jedną spółkę. Ich dyrektorem był piwowar pochodzenia austriackiego, Antoni Thum. Zjednoczone Browary Grodziskie uległy nacjonalizacji po II wojnie światowej. Istniały do 1994 roku.